# 图卡替尼
图卡替尼（INN: tucatinib）商品名Tukysa，是一种小分子HER2抑制剂，用于治疗HER2阳性乳腺癌；其可通过血脑屏障，因此可辅助控制乳腺癌脑转移。
图卡替尼由Array BioPharma开发，并授权给Cascadian Therapeutics（前身为Oncothyreon，后来成为西雅图遗传学的一部分）。于2020年4月在美国，2020 年 8 月在澳大利亚，以及2021年2月在欧盟获批用于医疗用途。
常见的副作用是腹泻、掌跖红肿（手脚灼痛或刺痛不适）、恶心、疲劳、肝毒性（肝损伤）、呕吐、口腔炎（口腔和嘴唇发炎）、食欲下降、腹痛、头痛、贫血和皮疹。孕妇或哺乳期妇女不应服用图卡替尼，因为它可能对发育中的胎儿或新生婴儿造成伤害。

## 医疗用途
图卡替尼是一种激酶抑制剂，与曲妥珠单抗和卡培他滨联合用于治疗患有晚期不可切除或转移性HER2阳性乳腺癌的成人，包括脑转移患者，他们在转移性环境中曾接受过一种或多种基于抗HER2的方案。
在欧盟，它与曲妥珠单抗和卡培他滨联合用于治疗已接受至少两种先前抗 HER2治疗方案的HER2阳性局部晚期或转移性乳腺癌成人。

## 临床试验
两项早期临床试验报告了令人鼓舞的结果，这两项试验都可以选择招募患有中枢神经系统（CNS）转移的受试者。HER2CLIMB是一项2期随机、双盲、安慰剂对照研究，图卡替尼联合曲妥珠单抗和卡培他滨治疗经治疗的、不可切除的局部晚期或转移性HER2阳性乳腺癌患者。

## 历史
2020年4月，美国食品药品监督管理局（FDA）批准图卡替尼联合化疗（曲妥珠单抗和卡培他滨）用于治疗无法通过手术切除或已经扩散的晚期HER2阳性乳腺癌成人到身体的其他部位，包括大脑，以及之前接受过一种或多种治疗的人。
FDA与澳大利亚治疗用品管理局（TGA）、加拿大卫生部、卫生科学局（HSA，新加坡）和瑞士药品监督管理局（SMC，瑞士）合作进行审查。这是FDA、HSA和Swissmedic之间的第一个Orbis项目合作伙伴关系。截至2020年4月17日，其他机构仍在审查该申请。
图卡替尼是一种激酶抑制剂，这意味着它可以阻断一种酶（激酶）并有助于防止癌细胞生长。图卡替尼在成人在转移性环境中服用一种或多种基于抗HER2的方案后被批准用于治疗。FDA根据HER2CLIMB试验（NCT02614794）的结果批准了tucatinib，该试验招募了612名患有HER2阳性晚期不可切除或转移性乳腺癌且先前接受过曲妥珠单抗、帕妥珠单抗和ado-trastuzumab emtansine（T-DM1）治疗的受试者。具有先前治疗和稳定脑转移的受试者，以及先前治疗和生长或未治疗的脑转移的受试者有资格参加临床试验，48%的登记受试者在试验开始时有脑转移。
受试者接受图卡替尼300mg每天两次加曲妥珠单抗和卡培他滨（图卡替尼组，n=410）或安慰剂加曲妥珠单抗和卡培他滨（对照组，n=202）。主要终点是无进展生存期（PFS），或肿瘤没有生长的时间量，由盲法独立中央审查评估，在最初的480名随机患者中进行评估。接受图卡替尼、曲妥珠单抗和卡培他滨治疗的受试者的中位 PFS 为 7.8 个月（95% CI：7.5, 9.6），而接受安慰剂、曲妥珠单抗和卡培他滨治疗的受试者的中位 PFS 为 5.6 个月（95% CI：4.2, 7.1）。 HR 0.54；95% CI：0.42，0.71；p<0.00001）。基线时有脑转移的受试者的总生存期和 PFS 是关键的次要终点。接受图卡替尼、曲妥珠单抗和卡培他滨治疗的受试者的中位总生存期为 21.9 个月（95% CI：18.3, 31.0），而接受安慰剂、曲妥珠单抗和卡培他滨治疗的受试者的中位总生存期为 17.4 个月（95% CI：13.6, 19.9）。 HR：0.66；95% CI：0.50，0.87；p=0.00480）。接受图卡替尼、曲妥珠单抗和卡培他滨治疗的基线脑转移受试者的中位PFS为7.6个月（95% CI：6.2, 9.5），而接受安慰剂、曲妥珠单抗和卡培他滨治疗的受试者的中位PFS为5.4个月（95% CI：4.1, 5.7）。卡培他滨（HR：0.48；0.34，0.69；p<0.00001）。
FDA批准了图卡替尼优先审查、突破性治疗、快速通道和孤儿药指定的申请。FDA 将 Tukysa 的批准授予西雅图遗传学公司。

## 社会与文化

### 经济
图卡替尼于2021年3月被拒绝加入澳大利亚药品福利计划，因为“在提议的价格下，增量成本效益比高得令人无法接受”。

### 法律地位
图卡替尼于2020年4月在美国、2020 年 8 月在澳大利亚和 2021 年 2 月在欧盟获批用于医疗用途。